# Битва на Кондурчі
Битва на Кондурчі — велика битва, що відбулась 18 червня 1391 року між військами еміра Тимура та золотоординською армією хана Тохтамиша, завершилась цілковитим розгромом ординців.

## Передумови
Спочатку Тохтамиш і чагатайський емір Тимур діяли спільно. У 1380 році за підтримки Тамерлана Тохтамиш посів Білу Орду, а згодом і Золоту Орду. Протягом кількох років він зумів відновити державну єдність Золотої Орди. У 1382 році Тохтамиш за підтримки рязанців і нижньогородців захопив Москву, змусивши тамтешнього великого князя Дмитра Івановича та решту великих князівств знову визнати зверхність Золотої Орди. У 1385 році Тохтамиш пограбував Тебриз.
Тимур, своєю чергою, протягом 1382—1385 років підкорив Хорасан та всю Східну Персію. За цим 1386 року почав новий похід, спочатку підкоривши Фарс, завдавши поразки Музаффаридам, а до 1387 року — під його владою опинилися вірменські землі та Джалаїрський султанат.
Водночас зверхність визнав ширваншах Шейх-Ібрагім I, який перед тим визнав зверхність Тохтамиша. До того ж Держава Ширваншахів тривалий час була об'єктом прагнень ханів Золотої Орди. Іншим напрямком напруги між державами став Лівобережний Хорезм, який з часів поділу Монгольської імперії був у складі Золотої Орди. Утім, ще 1379 року Тимур встановив тут свою владу.
Тохтамиш, прагнучи відновити кордони Золотої Орди, вирішив почати з Хорезму, куди 1387 року вдерся за підтримки хорезмшаха Сулеймана Суфі. Іншим союзником став Камар ад-Дін-хан, улусбег Могулістану. Спочатку союзниками були спалені місто Карші і палац Занджирсарай, взято в облогу міста Самарканд і Бухара, але їх не вдалося захопити. У відповідь Тимур повернув війська з Кавказу, відкинув Тохматиша й Сулеймана Суфі, завдав поразки Камар ад-Дін-хану, а в 1388 році захопив Лівобережний Хорезм, відкинувши звідти золотоординське військо. Утім, 1389 року Тимур знову був вимушений відбивати напад Камар ад-Дін-хана, а в 1390 році — боротися з могулістанським улусбегом.

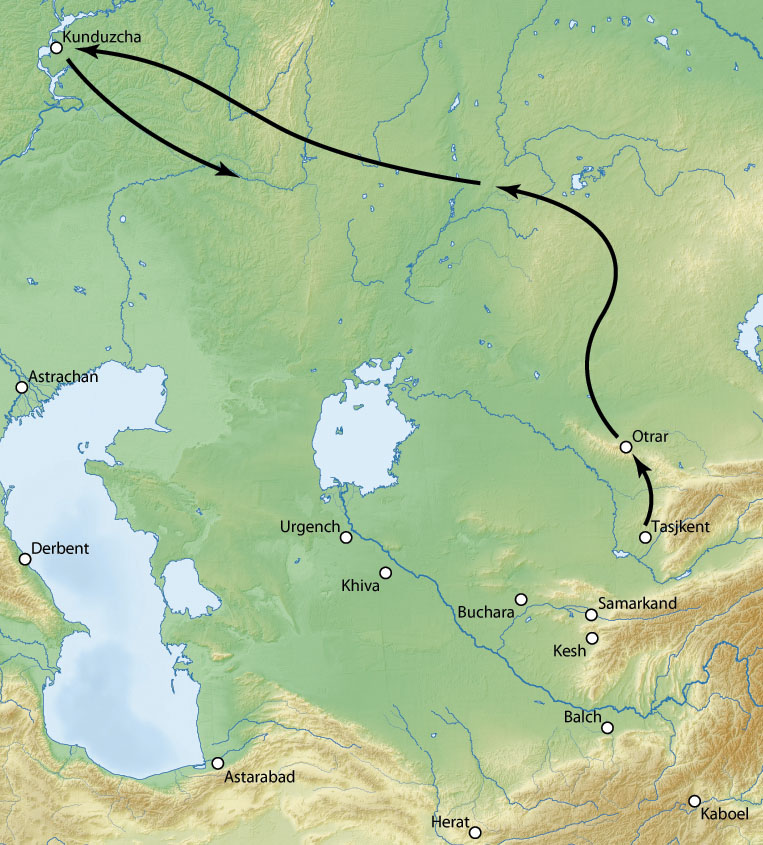
Рух Тимур до Кондурчі

 З травня 1391 року точилися бої з Тохтамишем у Надурал'ї та південному Уралі. Зрештою, у середині червні 1391 року відбулася вирішальна битва в долині річки Кондурча. Визначити конкретне місце річкової долини не вдалося. Більшість істориків сходиться на думці, що битва відбулася на лівобережжі Кондурчі в міжріччі рік Сок та Кондурча.

## Перебіг подій
Армія Тамерлана мала добре озброєну й навчену піхоту та мала потужний центр, була значно організованішою й боєздатнішою силою, ніж ординські війська Тохтамиша, що й визначило результат битви. Тимур поділив військо на 7 підрозділів, з яких 2 залишив у резерві — вони були готові за наказом допомогти центру або флангу. Піхота Тамерлана на полі битви була захищена шанцями та величезними щитами.
Авангардом (мангалаєм) керував Сулейманшах-Бахадур, що мав кул з власного законута тумену Сулейманшаха. У центрі розташовувався кул під командуванням Мухаммада Султана, позаду резерв (кечка)  — під орудою самого Тимура, ставка якого розташовувалася між центром і резервом. На правому фланзі знаходився кул мірзи Міран-шаха (як канбул — флангова охорона — поряд з ним розташовувався кул хаджі Сейф ад-Діна). На лівому фланзі знаходився кул мірзи Омар-Шейха (як канбул — кул Бердібека).
Тохтамиш, своєю чергою, розраховував на перевагу в живій силі. На початку бою його війська намагалися охопити супротивника з флангів, проте всі атаки були відбиті, а потім армія Тамерлана перейшла в контрнаступ, потужною фланговою атакою перекинула ординців і протягом більш ніж 200 км переслідувала до берегів Волги. Ординці були притиснуті до берега. Битва була неймовірно запеклою й супроводжувалася небаченим кровопролиттям (загинуло з обох сторін близько 100 тис. вояків). Ординці були вщент розбиті, проте Тохтамишу вдалося врятуватися втечею.

## Наслідки
Величезна здобич дісталася переможцеві, лише Тимур у рабстов забрав 5 тис. хлопців і дівчат. Разом з тим втрати його також були значними, тому він не став розвивати успіх, не переправився на правий берег Волги, повернувшись до Самарканду.
Військовій потузі та політичному авторитету Тохтамиша було завдано удару. Він бажав взяти реванш. Цим скористався Василь I, великий князь Московський, що 1392 року викупив у хана ярлик на Велике князівство Нижньогородсько-Суздальське (остаточно затвердився там у 1393 році). Тим самим збільшувалася потуга Московського князя. Утім, влада Тохтамиша над Північною Руссю зберігалася. Він спирався на велике князівство Тверське і союз з великим князем Литовським Вітовтом. Уже у 1394 році Тохтамиш планував відняти Нижньогородське велике князівство в Москви, але спершу вирішив здолати Тимура, почавши 1395 року нову війну.